# Andrea Stolletz
Andrea Stolletz, född 30 oktober 1963 i Plauen, är en östtysk/tysk före detta handbollsmålvakt.
Andrea Stolletz studerade idrott på Deutschen Hochschule für Körperkultur (DHfK) i Leipzig från 1982 efter att ha tagit examen från gymnasiet. Hon spelade för klubben SC Leipzig.
Med Östtysklands damlandslag i handboll vann hon brons vid världsmästerskapet i handboll för damer 1990 i det östtyska lagets sista mästerskap. Med Tysklands damlandslag i handboll slutade hon på fjärde plats vid Olympiska sommarspelen 1992 efter förlust i bronsmatchen mot OSS. Hon spelade i de båda lagen sammanlagt 227 landskamper, och gjorde ett mål.

## Individuella utmärkelser
- 1984 tilldelades hon Patriotiska förtjänstorden i silver av DDR.[3]
- 1988 blev hon framröstad till Årets handbollsspelare i DDR.[4]